# هنری کاسیدو
هنری کاسیدو (اسپانیایی: Henry Caicedo‎; ۱۸ ژوئیهٔ ۱۹۵۱ – ۱۸ ژانویهٔ ۲۰۲۳) بازیکن فوتبال اهل کلمبیا بود.
از باشگاه‌هایی که در آن بازی کرده‌است می‌توان به باشگاه ورزشی دیپورتیوو کالی اشاره کرد.
وی همچنین در تیم ملی فوتبال کلمبیا بازی کرده‌است.